# Ко Ісікава
Ко Ісікава (ісп. Ko Ishikawa / яп. 石川 巧; нар. 10 березня 1970, Санта-Крус-де-ла-Сьєрра, Болівія) — колишній болівійський та японський футболіст.

## Клубна кар'єра
Він народився в поселенні Окінава в Болівії в сім'ї емігрантів з однойменної префектури. Наймолодший з чотирьох братів і сестер. Його сім'я була бідною і не мала а ні електрики, а ні проточної води, тому його щоденним розпорядком у дитинстві було тягнути бочку приблизно за 8 км від дому, щоб принести води. Також працював зі своїм братом, продаючи яйця від курей, яких вони вирощували у своєму городі в місті. У 7-річному віці його мати продала свої сільськогосподарські угіддя та відкрила невеликий супермаркет, що забезпечило юнаку стабільне життя. Це був перший випадок, коли в будинку провели електрику та водопровід. 
Під час літніх канікул разом з братом відвідував тренування в «Академії Тахуічі Агілера», футбольній школі в Санта-Крус-де-ла-Сьєрра, гра брата привернула увагу тренера, який з ентузіазмом заохочував його записатися, але той відмовився. Ко хотів приєднатися до команди, тому вмовив батьків і записався до академії у 10-річному віці. Займався в академії разом з Марко Етчеверрі та Ервіном Санчесом, а згодом ці двоє та інші члени команди стали ключовими гравцями збірної Болівії та кваліфікувалися до фіналу чемпіонату світу з футболу 1994 року, в якому взяли участь. 
Переломний момент настав після турніру. Японець, який випадково відвідував команду, побачив на стіні плакат Ісікави та через знайомого запросив його навчатися в Японії. Він уже закінчив середню школу в Болівії. За рішучої підтримки мами, у 1988 році він перевівся на третій курс до середньої школи Тенан у префектурі Сайтама. Він не вмів читати та писати японською мовою і насилу адаптувався до нового способу життя. Провів рік у старшій школі та брав активну участь у матчах шкільної футбольної команди. Разом із товаришами по команді Ікедою Футоші та Каваї Кодзі потрапив до четвірки найкращих на чемпіонаті країни серед старших шкіл 1988 року. Очікувалося, що він буде головним козирем на чемпіонаті серед старшокласників, де брав участь як фаворит на перемогу й допоміг своїй команді потрапити до 8-ки найкращих.
Після закінчення середньої школи спочатку планував повернутися до Болівії та продовжити грати у футбол. Проте його переконав Міямото Масакацу, який на той час був головним тренером «Хонди», а також підтримав батько, який приїхав до Японії на заробітки. Однак спочатку не зміг підписати професійний контракт з «Хонда Моторс» і приєднався до компанії як штатний працівник. Проживав у гуртожитку з шістьма татамі, зранку збирав мотоцикли, а в післяобідній час тренувався.
У 1992 році приєднався до «Верді Кавасакі» як одна з молодих зірок нової ліги. Він був членом двох чемпіонських команд у футболці «Верді» та допоміг команді «Наґоя Ґрампус Ейт» здобути Кубок Імператора. У 1998 році його віддали в оренду команді «Нагоя Грампус Ейт». Наступного року здійснив повноцінний перехід. Завершив футбольну кар'єру у 2002 році.

## Кар'єра в збірній
З огляду на його гарну форму, викликав до юнацької збірної Болівії на чемпіонат світу серед 16-річних 1985 року, що проходив у Китаї, та чемпіонаті світу серед 16-річних 1987 року, що проходив у Канаді.
Завдяки успіхам у «Хонда Моторс», він був обраний до олімпійської збірної Японії у 1989 році та виступав на позиції ліберо у кваліфікаційному турнірі до Олімпіади в Барселоні, що проводився з 1991 по 1992 рік, виступав на позиції центрального захисника. Також дебютував за збірну Японії 4 квітня того ж року проти московського «Спартака», але цей матч розглядався як міжнародний матч категорії «С», а він не мав досвіду гри в матчах категорії «А». Після цього його викликали до тренувального збору збірної Японії такі тренери національної команди, як Ганс Офт, Пауло Роберто Фалькао та Камо Сю, але не зміг збільшити кількість своїх матчів за національну збірну.
З іншого боку, у 1995 році його запросили до національної збірної Болівії для участі у Кубку Америки 1995 року, але він відмовився.

## Стиль гри
На початку 1990-х років, граючи на позиції захисника команди «Верді Кавасакі», зарекомендував себе як один із найспокійніших захисників ліги та підтримував цю репутацію майже десять років. Хоча його швидкість на перекриттях почала зменшуватися з віком, також був ключовим гравцем в нападі, виконував дуже точні навіси. У молодості, коли він мав високу швидкість, щоб обігнати захисників на правому фланзі, він міг бути справді небезпечним як біля своїх воріт так і серед воріт команд-суперників, але його особливістю завжди був захист.

## По завершенні кар'єри
У 2003 році заснував Globosport-Asia, компанію з обмеженою відповідальністю, яка займається спортивним менеджментом. Окрім своєї основної роботи, працював коментатором на японському телебаченні, яка транслювала південноамериканські футбольні матчі, такі як Кубок Лібертадорес.
Також підписав контракт з командою «Нагоя Грампус Ейт», спочатку як перекладач, а в 2005 році як технічний співробітник, підтримуючи менеджера Нельсінью.
У липні 2006 року призначений генеральним менеджером «Рюкю», що входить до складу Японської футбольної ліги, але в червні 2007 року пішов у відставку. У червні 2007 року завершив кар'єру. У 2008 році став головним тренером команди з пляжного футболу «Лекіос».

## Статистика виступів

### Клубна
| Клубні виступи | Клубні виступи      | Клубні виступи | Ліга  | Ліга | Кубок            | Кубок            | Кубок ліги      | Кубок ліги      | Загалом | Загалом |
| Сезон          | Клуб                | Ліга           | Матчі | Голи | Матчі            | Голи             | Матчі           | Голи            | Матчі   | Голи    |
| Японія         | Японія              | Японія         | Ліга  | Ліга | Кубок Імператора | Кубок Імператора | Кубок Джей-ліги | Кубок Джей-ліги | Загалом | Загалом |
| -------------- | ------------------- | -------------- | ----- | ---- | ---------------- | ---------------- | --------------- | --------------- | ------- | ------- |
| 1989/90        | «Хонда»             | Дивізіон 1 ЯФЛ | 14    | 0    |                  |                  | 0               | 0               | 14      | 0       |
| 1990/91        | «Хонда»             | Дивізіон 1 ЯФЛ | 17    | 0    |                  |                  | 4               | 0               | 21      | 0       |
| 1991/92        | «Хонда»             | Дивізіон 1 ЯФЛ | 19    | 0    |                  |                  | 4               | 0               | 23      | 0       |
| 1992           | «Верді Кавасакі»    | Джей-ліга 1    | -     | -    | 5                | 0                | 8               | 0               | 13      | 0       |
| 1993           | «Верді Кавасакі»    | Джей-ліга 1    | 22    | 1    | 2                | 0                | 7               | 0               | 31      | 1       |
| 1994           | «Верді Кавасакі»    | Джей-ліга 1    | 40    | 1    | 2                | 0                | 3               | 0               | 45      | 1       |
| 1995           | «Верді Кавасакі»    | Джей-ліга 1    | 27    | 0    | 1                | 0                | -               | -               | 28      | 0       |
| 1996           | «Верді Кавасакі»    | Джей-ліга 1    | 19    | 0    | 1                | 0                | 16              | 0               | 36      | 0       |
| 1997           | «Верді Кавасакі»    | Джей-ліга 1    | 26    | 0    | 2                | 0                | 6               | 0               | 34      | 0       |
| 1998           | «Наґоя Ґрампус Ейт» | Джей-ліга 1    | 33    | 0    | 4                | 0                | 1               | 0               | 38      | 0       |
| 1999           | «Наґоя Ґрампус Ейт» | Джей-ліга 1    | 29    | 0    | 3                | 0                | 6               | 0               | 38      | 1       |
| 2000           | «Наґоя Ґрампус Ейт» | Джей-ліга 1    | 27    | 1    | 2                | 0                | 6               | 0               | 31      | 1       |
| 2001           | «Наґоя Ґрампус Ейт» | Джей-ліга 1    | 15    | 0    | 0                | 0                | 4               | 0               | 19      | 0       |
| 2002           | «Наґоя Ґрампус Ейт» | Джей-ліга 1    | 1     | 0    | 0                | 0                | 0               | 0               | 1       | 0       |
| Загалом        | Загалом             | Загалом        | 289   | 4    | 22               | 0                | 65              | 0               | 376     | 4       |